# Бойчиновці
Бойчи́новці (болг. Бойчиновци) — місто в Монтанській області Болгарії. Адміністративний центр общини Бойчиновці.

## Населення
За даними перепису населення 2011 року у місті проживали 1567 осіб.
Національний склад населення міста:
| Національність   | Кількість осіб | Відсоток |
| ---------------- | -------------- | -------- |
| болгари          | 1370           | 90,5%    |
| цигани           | 100            | 6,6%     |
| турки            | 19             | 1,3%     |
| інша             | 9              | 0,6%     |
| не визначились   | 15             | 1,0%     |
| Всього відповіли | 1513           |          |

Розподіл населення за віком у 2011 році:
Динаміка населення: